# 엔젤 투자자
엔젤 투자자(영어: angel investor)는 기술력은 있으나 창업을 위한 자금이 부족한 초기 단계의 벤처기업에 투자해 첨단산업 육성에 밑거름 역할을 하는 투자자금을 제공하는 개인이다. 이에 대한 투자 자금을 엔젤 캐피털(angel capital)이라고 부른다. 엔젤 캐피털은 보통 개인투자자와 클럽 형태로 조직되며, 직접 벤처기업에 투자하거나 벤처기업에 대한 투자만을 전문으로 하는 창업투자회사(벤처 캐피털)에 위탁해 운영되기도 한다. 투자한 벤처기업이 성공하면 단기간에 고수익을 올릴 수 있지만 실패하면 단시간에 밑천을 잃을 수 있는 고위험 · 고수익(High Risk, High Return) 투자 방식이다. 

## 전문개인투자자
전문엔젤투자자 관리규정(중소기업벤처부 고시 제2014-41호)에 근거하여 한국엔젤투자협회가 자격을 부여한다. 전문엔젤투자자가 투자한 기업에 2배수 매칭펀드 신청자격이 부여되는 등 다양한 혜택이 부여된다. 전문엔젤투자자 자격의 유효기간은 3년이며, 전체 전문엔젤투자자 명단은 한국엔젤투자협회의 홈페이지에 공개되어 있다.

## 적격엔젤투자자
적격엔젤투자자는 최근 2년간 2천만원 이상의 투자실적을 보유했거나 그 외 한국엔젤투자협회가 인정하는 기업가 또는 경력 보유자이다. 한국엔젤투자협회가 실시하는 적격엔젤양성과정을 통해서도 적격엔젤자격을 갖출 수 있다. 적격엔젤투자자가 투자한 기업에는 1배수 매칭펀드 신청자격이 부여되며 연간매칭한도는 2억원이다. 서울대 출신의 적격엔젤투자자 모임 등 일부 온라인 상에 노출된 적격엔젤투자자가 존재한다.

## 같이 보기
- 닷컴 버블
- 벤처 기업
- 벤처 캐피털
- 스타트업